# Inagawa (Hyōgo)
Inagawa (猪名川町 Inagawa-chō?) es un pueblo localizado en la prefectura de Hyōgo, Japón. En junio de 2019 tenía una población estimada de 30.177 habitantes y una densidad de población de 334 personas por km². Su área total es de 90,33 km².

## Geografía

### Localidades circundantes
- Prefectura de Hyōgo
  - Kawanishi
  - Takarazuka
  - Sanda
  - Tanbasasayama
- Prefectura de Osaka
  - Nose

## Demografía
Según datos del censo japonés, la población de Inagawa se ha mantenido estable en los últimos años.
| Año del censo | Población |
| ------------- | --------- |
| 1995          | 27.130    |
| 2000          | 29.094    |
| 2005          | 30.021    |
| 2010          | 31.739    |
| 2015          | 30.838    |